# Conjure One
Conjure One este un proiect canadian de muzică electronică, condus de Rhys Fulber, care e cunoscut mai mult ca membru al Front Line Assembly și Delerium.

## Discografie

### Albume
- Conjure One (Nettwerk, 2002)
- Extraordinary Ways (Nettwerk, 2005)
- Exilarch (Nettwerk, 2010)

### Single-uri
- "Redemption" (feat. Chemda) Promo Only (2001)
- "Sleep" (feat. Marie-Claire D'Ubaldo) (2002) - UK #42[1]
- "Tears from the Moon" (feat. Sinéad O'Connor) (2003)
- "Center of the Sun" (feat. Poe) (2003)
- "Extraordinary Way" (feat. Poe) (2005)
- "Face the Music" (feat. Tiff Lacey) (2006)
- "I Dream in Colour" (2010)
- "Like Ice" (feat. Jaren Cerf) (2011)
- "Under the Gun" (feat. Leigh Nash) (2013)
- "Still Holding On" (feat. Aruna) (2013)
- "Then There Were None" (feat. Christian Burns) (2013)
- "Only Sky" (feat. Christian Burns) (2014)

### Remixuri
- P.O.D. - "Youth of the Nation" (Conjure One Remix)
- The Crüxshadows - "Dragonfly (Conjure One Remix)"
- Collide - "Tempted (Conjure One Mix)"